# Soyang-myeon
Soyang-myeon (koreanska: 소양면) är en socken i Sydkorea. Den ligger i kommunen Wanju-gun i provinsen Norra Jeolla, i den centrala delen av landet, 190 km söder om huvudstaden Seoul.